# Ramidanda
Ramidanda (nep. रामीडाँडा) – gaun wikas samiti w zachodniej części Nepalu w strefie Bheri w dystrykcie Jajarkot. Według nepalskiego spisu powszechnego z 2001 roku liczył on 357 gospodarstw domowych i 1818 mieszkańców (929 kobiet i 889 mężczyzn).